# Torzym
Torzym (Duits: Sternberg) is een stad in het Poolse woiwodschap Lubusz, gelegen in de powiat Sulęciński. De oppervlakte bedraagt 9,11 km², het inwonertal 2466 (2005). 

## Verkeer en vervoer
- Station Torzym

## Economie
In de stad ligt het attractiepark Majaland Kownaty. Het park opende in 2018.